# Chad Taylor
Chad Taylor (Baltimore, Maryland, Estados Unidos, 24 de noviembre de 1970) es el guitarrista de la banda The Gracious Few y exmiembro fundador de la banda Live. Live ha vendido más de 20 millones de discos en su carrera, incluyendo el certificado por la RIAA 8 veces disco de platino Throwing Copper. Conoció a los que serían fundadores de Live a los 13 años en un colegio de York, Pennsylvania.

## Otros trabajos
Taylor también ha producido discos para otros artistas, incluyendo el disco de Solution A.D. de 1996 Happily Ever After y el EP debut de Adam Taylor Play the Piano Drunk.
Es socio compromisario de la compañía Aurora Creative Group, que produce programas para The History Channel, Discovery Channel, Telemundo, Food Network, HBO y Speed Channel.

## Discografía

### Con Live
- Mental Jewelry (1991)
- Throwing Copper (1994)
- Secret Samadhi (1997)
- The Distance to Here (1999)
- V (2001)
- Birds of Pray (2003)
- Songs from Black Mountain (2006)

### Con The Gracious Few
- The Gracious Few (2010)